# Comisión de Puntos Constitucionales del Senado de México
La Comisión de Puntos Constitucionales del Senado de México, es una comisión del Senado de México encargada de analizar los asuntos pertinentes a las reformas y adiciones a la Constitución Política de los Estados Unidos Mexicanos.

## Miembros actuales
La conformación actual de la comisión es como sigue:
| Presidencia |
| --- |
| Óscar Eduardo Ramírez Aguilar (MORENA) |
| Secretarios |
| Indira Rosales San Román (PAN) Sylvana Beltrones Sánchez (PRI) |
| Integrantes |
| Joel Molina Ramírez (MORENA) Cristóbal Arias Solís (MORENA) Higinio Martínez Miranda (MORENA) María Soledad Luévano Cantú (MORENA) José Alejandro Peña Villa (MORENA) José Narro Céspedes (MORENA) Damián Zepeda Vidales (PAN) Julen Rementería del Puerto (PAN) Claudia Ruiz Massieu Salinas (PRI) Juan Zepeda Hernández (MC) Nancy de la Sierra Arámburo (PT) Raúl Bolaños Cacho Cué (PVEM) |